# 雷梅朗格勒
雷梅朗格勒（法語：Rémérangles，法語發音：[ʁemeʁɑ̃ɡl]）是法国瓦兹省的一个市镇，属于克莱蒙区。

## 地理
雷梅朗格勒（49°26'48"N, 2°17'9"E）面积8.2 平方千米，位于法国上法蘭西大區瓦兹省，该省份为法国北部内陆省份，北起索姆省，西接厄尔省和滨海塞纳省，南至塞纳-马恩省和瓦兹河谷省，东临埃纳省。
与雷梅朗格勒接壤的市镇（或旧市镇、城区）包括：埃叙勒、布雷勒、比勒、勒费圣康坦、拉吕圣皮埃尔。

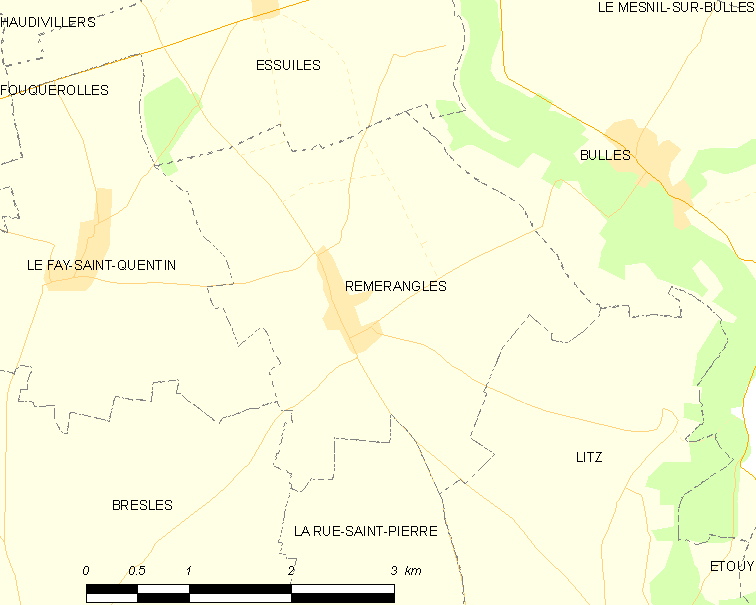
雷梅朗格勒的OSM定位图

雷梅朗格勒的时区为UTC+01:00、UTC+02:00（夏令时）。

## 行政
雷梅朗格勒的邮政编码为60510，INSEE市镇编码为60530。

## 政治
雷梅朗格勒所属的省级选区为穆伊县。

## 人口

1962-2008年间雷梅朗格勒人口变化图示

雷梅朗格勒于2022年1月1日时的人口数量为209人。